# Abtei St Edmund

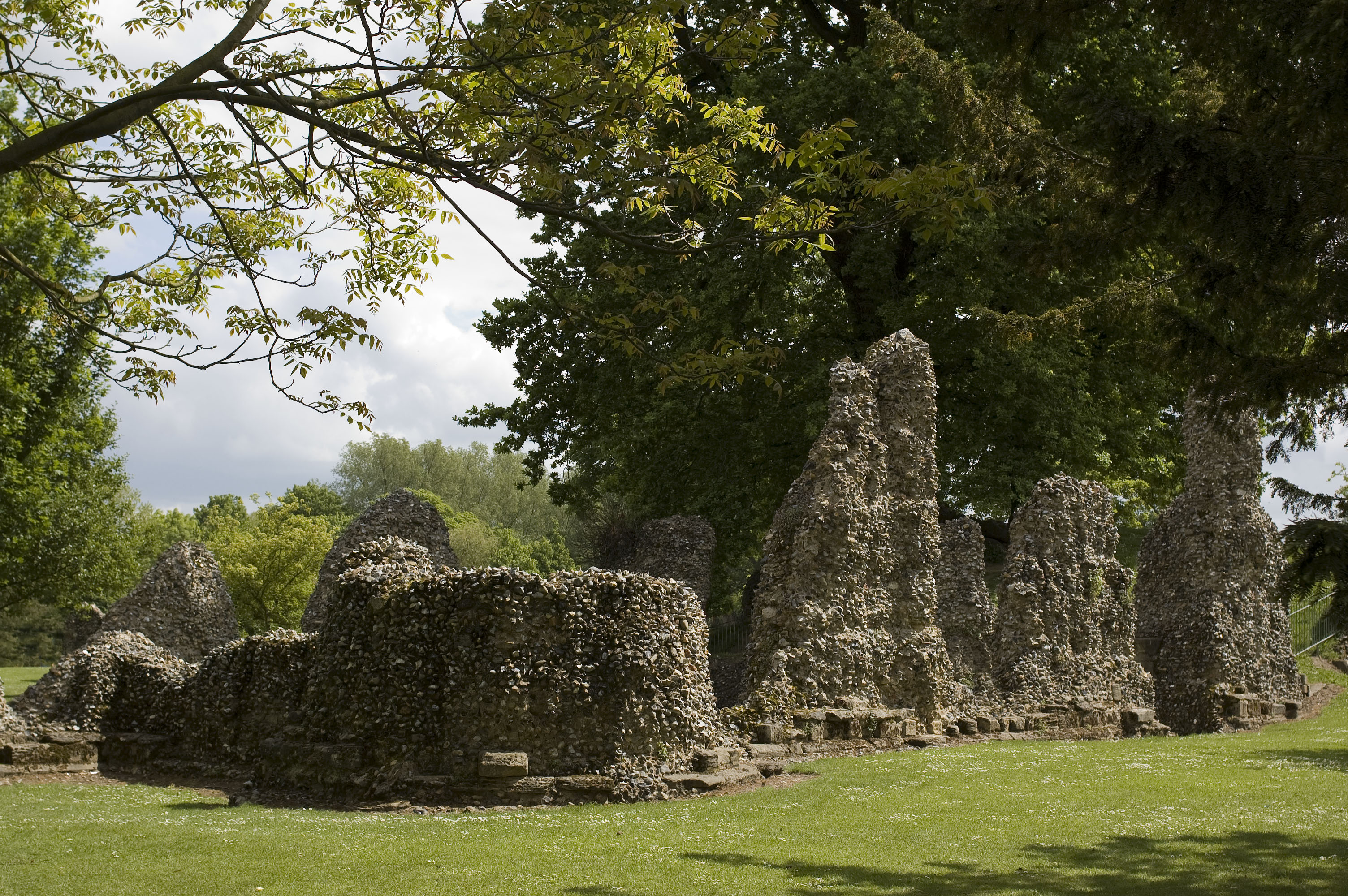
Ruinen der Abtei St. Edmund

Die Abtei St Edmund war eines der reichsten Benediktinerklöster in England. Ihre Ruinen befinden sich in Bury St Edmunds in der Grafschaft Suffolk.

## Geschichte
Als die sterblichen Überreste König Edmund des Märtyrers im frühen 10. Jahrhundert von Hoxne nach Beodricsworth überführt wurden, war der Ort, der später als Bury St. Edmunds bekannt wurde, bereits seit drei Jahrhunderten ein religiöses Zentrum. Im Jahr 945 wurde der Abtei eine Banleuca gewährt, ein Gebiet in eigener Jurisdiktion. Im Jahr 1020 wurde der kleinen Gruppe von Mönchen, die den Schrein bewachten, das umgebende Land übereignet. Während der Regierungszeit König Knuts des Großen kamen Mönche aus der Abtei St Benet, Norfolk, unter der Schirmherrschaft des Bischofs von Norwich hinzu, unter ihnen die ersten beiden Äbte des Klosters, Ufi, Prior von Holme († 1044), der vom Bischof von London zum Abt geweiht wurde, und Leofstan (1044–65). Nach Leofstans Tod wurde Baldwin, der Arzt des Königs, der Nachfolger (1065–97). Baldwin ließ die Kirche neu bauen und 1095 in einer großen Zeremonie den Heiligen darin bestatten. Der Kult um Edmund machte die vor allem von Eduard dem Bekenner reich beschenkte Abtei, die bald ein Drittel von Suffolk besaß, zu einem beliebten Ziel der Pilger.
Im 11. und 12. Jahrhundert wurde die Abteikirche in Kreuzform neu angelegt, der Schrein Edmunds fand hinter dem Hauptaltar Platz. Mit 154 Metern Länge und 75 Metern Breite war sie eine der größten Kirchen des Landes. St James’s Church, heute die Kathedrale von Bury St Edmunds, wurde um 1135 fertiggestellt. St Mary’s Church stammt aus der Zeit um 1125 und wurde 1425–35 im Perpendicular Style neu gebaut.

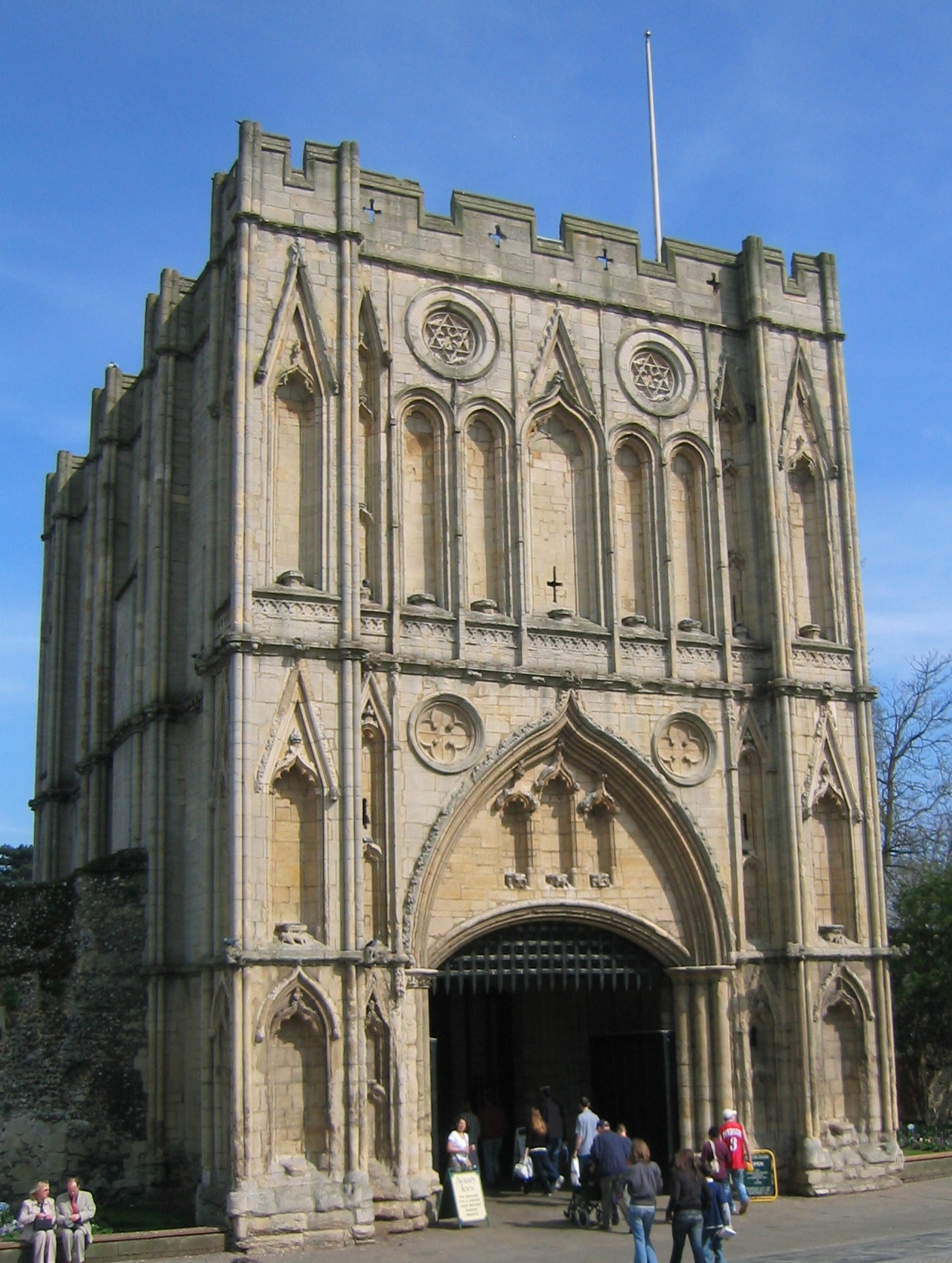
Abbey Gate aus der Mitte des 14. Jahrhunderts

Abbey Gate, das den Zugang zum Great Courtyard ermöglichte, war der weltliche Eingang zum Kloster, der von den Bediensteten benutzt wurde. 1327 wurde er während des Great Riot von der einheimischen Bevölkerung zerstört, aber wieder aufgebaut. Norman Gate datiert von 1120 bis 1148 und war der Zugang zur Klosterkirche und ist noch der Glockenturm der Church of St James, der heutigen Kathedrale. Diese vierstöckige Eingangshalle ist praktisch unverändert.
Zur Abtei gehörten ausgedehnter Grundbesitz und weitere Rechte in Suffolk. Sie bewachten die Tore von Bury St Edmunds, waren die Vormünder aller Waisen, deren Einkommen bis zu ihrer Volljährigkeit dem Abt zufielen. Ihr stand der Frondienst zu. Allgemeiner Wohlstand im 13. Jahrhundert kam der politischen Stabilität zugute, die im 14. Jahrhundert einer Feindseligkeit durch die Bevölkerung wich. Im Sommer 1327 wurden einige Mönche bei Unruhen getötet und viele Gebäude zerstört. Die verhassten Statuten der Abtei und die Schuldnerlisten wurden vernichtet. Rückläufige Einnahmen führten in der ersten Hälfte des 15. Jahrhunderts zum Niedergang der Abtei. 1431 brach der Westturm der Abteikirche zusammen. Zwei Jahre später verbrachte König Heinrich VI. das Weihnachtsfest und die folgenden Monate in der Abtei. Im Februar 1447 starb Humphrey, Duke of Gloucester unter ungeklärten Umständen in Bury St Edmunds. 1465 brannte die gesamte Kirche nieder, sie wurde bis 1506 neu gebaut. 1539 folgte die Auflösung der englischen Klöster. In der Folge verlor die Abtei alles, was an den Gebäuden und ihrem Inhalt wertvoll war, und wurde schließlich den lokalen Bauunternehmern zum Ausschlachten überlassen.
Die Ruinen des Klosters gehören zum English Heritage und wurden vom St Edmundsbury Borough Council verwaltet.